# Andrej Suchoveckij
Andrej Aleksandrovič Suchoveckij (in russo Андрей Александрович Суховецкий?; sovente citato anche con la trascrizione inglese: Andrey Sukhovetsky; Novosibirsk, 27 giugno 1974 – Hostomel', 28 febbraio 2022) è stato un generale e paracadutista russo ucciso da un cecchino durante il fallito accerchiamento di Kiev.

## Biografia
Diplomatosi nel 1995 a Rjazan', presso la scuola avanzata di comando aviotrasportato delle guardie, Suchoveckij ha percorso la propria carriera da comandante di plotone di paracadutisti a capo di stato maggiore dell'Unità d'assalto aereo delle guardie, prendendo parte alla seconda guerra cecena, alle operazioni militari nel Caucaso Settentrionale e, nell’ambito della guerra russo-georgiana del 2008, a quelle in Abcasia.
Successivamente ha frequentato l'Accademia militare interforze nel 2009 e l'Accademia dello stato maggiore generale interforze nel 2018.
Da comandante del 217º Reggimento aviotrasportato delle guardie "Ivanovo", Suchoveckij partecipa all'annessione russa della Crimea nel 2014, venendo decorato e in seguito prende parte anche all'intervento militare russo nella guerra civile siriana. Dal 25 dicembre 2018 al 2021 ha comandato la 7ª Divisione d'assalto aereo delle guardie.
Promosso maggior generale il 10 dicembre 2020, Suchoveckij viene poi nominato secondo vicecomandante del 41ª Armata combinata del Distretto militare centrale nel novembre 2021.
Partecipa all'invasione russa dell'Ucraina del 2022 comandando un'unità specnaz di truppe aviotrasportate. Secondo fonti ucraine, il 28 febbraio 2022 sarebbe stato ucciso da un cecchino durante la battaglia dell'aeroporto della Antonov, a Hostomel' a nord-ovest di Kiev.
La notizia della morte di Suchoveckij è stata data per la prima volta su VKontakte da Sergej Čipilev, vicepresidente della Fratellanza combattente (Боевое братство), un gruppo di veterani russi, salvo poi essere cancellata; è stata quindi pubblicata da Pravda.ru e infine confermata dallo stesso Vladimir Putin in un suo discorso pubblico il 4 marzo.